# Norman Finkelstein
Norman G. (Gary) Finkelstein, född 8 december 1953 i Brooklyn i New York, är en amerikansk statsvetare som ägnat hela sitt arbete åt Israel-Palestina-konflikten. Han har judiska föräldrar; modern var överlevande från Majdanek medan fadern var överlevande från Auschwitz.
Han är författare till ett flertal böcker. Den kanske mest kända, och översatt till svenska, är Förintelseindustrin (The Holocaust Industry, 2000) som gavs ut av Ordfront förlag år 2001. I boken driver han tesen att minnet av Förintelsen i industriell skala utnyttjas till israeliska intressens fördel. Boken har hyllats av bland andra Raul Hilberg och Noam Chomsky, men även kritiserats av Omer Bartov[förklaring behövs]. I maj 2008 reste Finkelstein till Israel där han dock vägrades inresetillstånd på grund av sina åsikter.
Han medverkar i dokumentärfilmerna Defamation (2009) samt självbiografiska American Radical: The Trials of Norman Finkelstein (2009).

## Bakgrund
Finkelstein växte upp i Borough Park i Brooklyn under enkla socioekonomiska förhållanden. Då han var 8 år flyttade familjen till ett område med lägre medelklass-status, Mill Basin.
Norman Finkelsteins far, Zacharias Finkelstein, var en av de överlevande från både Warszawas getto och Auschwitz koncentrationsläger. Efter kriget träffades Zacharias och Norman Finkelsteins mor, Maryla, i ett läger för tvångsförflyttade personer i Österrike, för att sedan emigrera till USA, där Zacharias arbetade i fabrik och Maryla stannade hemma för att ta hand om barnen. Maryla Husyt Finkelstein, växte upp i Warszawa i Polen och överlevde Warszawas getto, Majdaneks förintelseläger, och två tvångsarbetsläger. Finkelsteins mor var en brinnande fredsvän och avskydde krig, vilket Norman senare skulle ange som en inspirationskälla till hans egen moral. Båda hans föräldrar dog 1995. Finkelsteins första engagemang, offentligt och politiskt, i Israel-Palestina-konflikten var vid Israels invasion av Libanon i juni 1982, då ca 20 000 libaneser, de flesta civila, dog. Han demonstrerade kort därefter utanför israeliska ambassaden med en affisch med texten "this SON of SURVIVORS of the Warsaw Ghetto Uprising, AUSCHWITZ MAIJDENEK will NOT be silent. Israeli NAZIS – Stop the HOLOCAUST in Lebanon!!!"
Finkelstein började senare forska i olika kunskapskällor om konflikten, och hade då skapat sitt akademiska och politiska engagemang i frågan, utöver att han på grund av sin bakgrund även haft ett personligt engagemang i saken. Det ledde till att Finkelstein reste fram och tillbaka till Palestinska områden under första intifadan, 1988, och vistades som gäst hos en palestinsk och muslimsk vän i området. Palestinierna noterade Normans vistelse och det skapades en förväntning i det palestinska samhället om att han skulle publicera en bok om konflikten, vilket han också gjorde. Han publicerade en bok med titeln, The Rise and Fall of Palestine (1996). Finkelstein tvivlade mycket på sin förmåga men hans främsta intellektuella förebild och inspiration för sitt arbete var Noam Chomsky, professor i lingvistik vid MIT, som fick honom att genomföra det påbörjade arbetet.

## Kritik
Finkelstein har blivit känd för sina antisionistiska åsikter, men själv motsätter han sig epitetet antisionist.